# William de Stuteville
William de Stuteville (* um 1140; † 1203) war ein anglonormannischer Adliger.
William entstammte der aus der Normandie stammenden Familie Stuteville. Er war der älteste Sohn von Robert III. de Stuteville († 1183) und von dessen Frau Helewise. Er wird erstmals Ostern 1173 erwähnt, als er Verwalter von Knaresborough, Aldborough und anderen Gütern in Nordengland wird. Wie sein Vater und sein Onkel Roger de Stuteville war er während der Revolte von 1173–1174 ein wichtiger Unterstützer von König Heinrich II. 1174 wurde er mit einer Burg betraut, die bei Topcliffe gebaut worden war, um den Rebellen unter Roger I. de Mowbray zu begegnen. Im selben Jahr gehörte er zu den Anführern einer Streitmacht, die den schottischen König Wilhelm I. gefangen nehmen konnten. Heinrich II. belohnte ihn vermutlich im Juli 1175 die bislang von ihm verwalteten Burgen Knaresborough und Aldborough als Lehen. 1177 wurde er Verwalter von Roxburgh Castle.
Gegen Ende der Herrschaft von Heinrich II. diente Stuteville gelegentlich als königlicher Richter. Auch Heinrichs Söhnen König Richard Löwenherz und König Johann Ohneland diente er auf vielfältige Weise. 1189 war er für ein halbes Jahr Sheriff von Northumberland, und 1191 war er kurzzeitig Sheriff von Lincolnshire. Während Richard Löwenherz Abwesenheit während des Dritten Kreuzzugs war Stuteville ein wichtiger Unterstützer von Lordkanzler William Longchamp. 1190 sollte er als Günstling von Longchamp Lincoln Castle erhalten, da der Constable Gerard de Canville den Anspruch Johanns Ohneland auf die Thronfolge unterstützte, doch die Belagerung scheiterte. Er blieb ein Unterstützter von Longchamp, bis dieser 1191 gestürzt wurde.
Während der Rebellion von Johann Ohneland gegen seinen Bruder Richard 1193 unterstützte Stuteville Erzbischof Geoffrey von York bei der Befestigung von Doncaster Castle. Er weigerte sich aber, als Gefolgsmann von Johann den Erzbischof bei der Belagerung von Johanns Burgen zu unterstützen und verteidigte sogar selbst für Johann Tickhill Castle. König Richard begnadigte ihn jedoch, und als Johann 1199 englischer König wurde, wurde Stutevilles Haltung belohnt. Nachdem König Wilhelm I. von Schottland 1199 Johann die Huldigung verweigerte, übergab ihm dieser Wilhelms Grafschaften Northumberland und Cumberland zur Verwaltung. Stuteville blieb bis 1200 Sheriff von Northumberland und bis 1203 von Cumberland. Von 1200 bis 1202 war er auch Sheriff von Yorkshire und Westmorland, für das Amt von Yorkshire zahlte er dem König 1000 Pfund. Dazu übertrug ihm Johann die Verwaltung verschiedener königlicher Güter, wie den Wald von Milburn in Westmorland, und Burgen und erlaubte ihm den Bau von Cottingham Castle. Die Gunst von König Johann ermutigte vermutlich Stuteville, den alten Familienstreit mit William de Mowbray wieder aufzunehmen, bis er 1201 einen für ihn vorteilhaften Kompromiss zustimmte, durch den er neun zusätzliche Knight’s fee sowie ein einträgliches Gut erhielt.
Stuteville war ein Gönner von Fountains Abbey und Keldholme Priory, während er die von seinem Vater gemachten Stiftungen für Meaux Abbey wieder rückgängig machte, weshalb er in den Schriften über Robert of Knaresborough als schurkischer Verfolger des Heiligen dargestellt wird. Er war mit Bertha, einer Nichte oder Enkelin von Ranulf de Glanville verheiratet. Vermutlich war er noch ein weiteres Mal verheiratet gewesen, aus dieser Ehe stammte sein Sohn und Erbe Robert, der jedoch vermutlich noch minderjährig 1205 starb, so dass sein jüngerer Bruder Nicholas sein Erbe wurde.  Daneben hatte William eine uneheliche Tochter. Vermutlich wurde er in Fountains Abbey begraben.